# Händel-Werke-Verzeichnis
Das Händel-Werke-Verzeichnis (HWV) ist das gebräuchlichste Verzeichnis der Werke Georg Friedrich Händels. Es ist thematisch geordnet und wurde zwischen 1978 und 1986 von Bernd Baselt als Verzeichnis der Werke Georg Friedrich Händels im Händel-Jahrbuch (HJb) vorgelegt. Seither hat es einige Erweiterungen und Korrekturen gegeben, die ursprüngliche Nummerierung wird jedoch weiterhin verwendet. 
Der thematische Katalog stellt jeweils die Anfangstakte jedes einzelnen Werks dar und liefert umfangreiche Informationen (z. B. zu handschriftlichen Quellen, Frühdrucken etc.).

## Aufbau
| Nummern                              | Kategorie                        |
| ------------------------------------ | -------------------------------- |
| 1–42                                 | Opern                            |
| 43–45, 218                           | Bühnenmusik                      |
| 46–48, 50–71                         | Oratorien                        |
| 49, 72–76                            | Serenaten und Masques            |
| 77–177                               | Kantaten                         |
| 178–199                              | Italienische Duette              |
| 200–201                              | Italienische Trios               |
| 202–210, 269–277, 284–286            | Hymnen                           |
| 211–217, 219–227                     | Italienische Arien               |
| 226, 228                             | Englische Lieder                 |
| 229                                  | Deutsche Kirchenkantaten         |
| 230, 233, 234                        | Italienische geistliche Kantaten |
| 231, 232, 235–245, 269–274, 276, 277 | Lateinische Kirchenmusik         |
| 246–268                              | Kirchenlieder                    |
| 278–283                              | Lobgesänge                       |
| 287–311, 343                         | Concerti                         |
| 312–335                              | Concerti grossi                  |
| 336–345, 347–356, 413                | Orchesterwerke                   |
| 357–379, 406–409, 412, 419–421       | Solosonaten                      |
| 380–405                              | Triosonaten                      |
| 346, 410, 411, 414–418, 422–425      | Werke für Holzbläserensemble     |
| 426–612                              | Klavierstücke                    |

## Auszug
| Nummer   | Titel                                                                                    |
| -------- | ---------------------------------------------------------------------------------------- |
| HWV 1    | Almira, Königin von Castilien                                                            |
| HWV 2    | Die durch Blut und Mord erlangte Liebe bzw. Nero                                         |
| HWV 3    | Der beglückte Florindo                                                                   |
| HWV 4    | Die verwandelte Daphne                                                                   |
| HWV 5    | Vincer se stesso è la maggior vittoria bzw. Rodrigo                                      |
| HWV 6    | Agrippina                                                                                |
| HWV 7a   | Rinaldo (1)                                                                              |
| HWV 7b   | Rinaldo (2)                                                                              |
| HWV 8a   | Il pastor fido (1)                                                                       |
| HWV 8b   | Terpsicore, Prolog zu Il pastor fido                                                     |
| HWV 8c   | Il pastor fido (2)                                                                       |
| HWV 9    | Teseo                                                                                    |
| HWV 10   | Lucio Cornelio Silla                                                                     |
| HWV 11   | Amadigi di Gaula                                                                         |
| HWV 12a  | Radamisto (1)                                                                            |
| HWV 12b  | Radamisto (2)                                                                            |
| HWV 13   | Muzio Scevola                                                                            |
| HWV 14   | Il Floridante                                                                            |
| HWV 15   | Ottone, re di Germania                                                                   |
| HWV 16   | Flavio, re de’ Longobardi                                                                |
| HWV 17   | Giulio Cesare in Egitto bzw. Julius Cäsar                                                |
| HWV 18   | Tamerlano                                                                                |
| HWV 19   | Rodelinda, regina de Langobardi                                                          |
| HWV 20   | Publio Cornelio Scipione                                                                 |
| HWV 21   | Alessandro                                                                               |
| HWV 22   | Admeto, re di Tessaglia                                                                  |
| HWV 23   | Riccardo Primo, re d’Inghilterra bzw. Richard der Erste, König von England               |
| HWV 24   | Siroe, re di Persia                                                                      |
| HWV 25   | Tolomeo, re di Egitto                                                                    |
| HWV 26   | Lotario                                                                                  |
| HWV 27   | Partenope                                                                                |
| HWV 28   | Poro, re dell’ Indie                                                                     |
| HWV 29   | Ezio                                                                                     |
| HWV 30   | Sosarme, re di Media bzw. Sosarme, König von Medien                                      |
| HWV 31   | Orlando                                                                                  |
| HWV 32   | Arianna in Creta                                                                         |
| HWV 33   | Ariodante                                                                                |
| HWV 34   | Alcina                                                                                   |
| HWV 35   | Atalanta                                                                                 |
| HWV 36   | Arminio                                                                                  |
| HWV 37   | Giustino                                                                                 |
| HWV 38   | Berenice                                                                                 |
| HWV 39   | Faramondo                                                                                |
| HWV 40   | Serse bzw. Xerxes                                                                        |
| HWV 41   | Imeneo                                                                                   |
| HWV 42   | Deidamia                                                                                 |
| HWV 43   | The Alchymist, Zwischenmusik zu Ben Jonsons Komödie                                      |
| HWV 44   | There is blissfull shade and bow’rs, Epilog zu John Miltons Schauspiel                   |
| HWV 45   | Alceste, Zwischenmusik zu Tobias Smolletts Schauspiel                                    |
| HWV 46a  | Il trionfo del Tempo e del Disinganno                                                    |
| HWV 46b  | Il trionfo del Tempo e della Verità                                                      |
| HWV 47   | Oratorio per la Resurrezione di Nostro Signor Gesù                                       |
| HWV 48   | Der für die Sünde der Welt gemarterte und sterbende Jesus bzw. Brockes-Passion           |
| HWV 49a  | Acis and Galatea (Masque)                                                                |
| HWV 49b  | Acis and Galatea (Serenata)                                                              |
| HWV 50a  | Esther (Haman and Mordecai) (1)                                                          |
| HWV 50b  | Esther (2)                                                                               |
| HWV 51   | Deborah                                                                                  |
| HWV 52   | Athalia                                                                                  |
| HWV 53   | Saul                                                                                     |
| HWV 54   | Israel in Egypt bzw. Israel in Ägypten                                                   |
| HWV 55   | L’Allegro, il Penseroso ed il Moderato                                                   |
| HWV 56   | Messiah bzw. Der Messias                                                                 |
| HWV 57   | Samson                                                                                   |
| HWV 58   | Semele                                                                                   |
| HWV 59   | Joseph and his Brethren                                                                  |
| HWV 60   | Hercules                                                                                 |
| HWV 61   | Belshazzar                                                                               |
| HWV 62   | An Occasional Oratorio                                                                   |
| HWV 63   | Judas Maccabaeus                                                                         |
| HWV 64   | Joshua                                                                                   |
| HWV 65   | Alexander Balus                                                                          |
| HWV 66   | Susanna                                                                                  |
| HWV 67   | Solomon bzw. Salomon                                                                     |
| HWV 68   | Theodora                                                                                 |
| HWV 69   | The Choice of Hercules                                                                   |
| HWV 70   | Jephta                                                                                   |
| HWV 71   | The Triumph of Time and Truth                                                            |
| HWV 72   | Aci, Galatea e Polifemo                                                                  |
| HWV 73   | Il Parnasso in festa                                                                     |
| HWV 74   | Eternal source of light divine                                                           |
| HWV 75   | Alexander’s Feast or The Power of Musick bzw. Das Alexanderfest oder Die Macht der Musik |
| HWV 76   | From Harmony, from Heav’nly Harmony                                                      |
| HWV 77   | Ah, che pur troppo e vero                                                                |
| HWV 78   | Ah! crudel, nel pianto mio                                                               |
| HWV 79   | Dianna Cacciatrice: Alla caccia                                                          |
| HWV 80   | Allor ch’io dissi addio                                                                  |
| HWV 81   | Alpestre monte                                                                           |
| HWV 82   | Il duello amoroso                                                                        |
| HWV 83   | Aminta e Fillide                                                                         |
| HWV 84   | Aure soavi, e liete                                                                      |
| HWV 85   | Venus and Adonis                                                                         |
| HWV 86   | Bella ma ritrosetta                                                                      |
| HWV 87   | Carco sempre di gloria                                                                   |
| HWV 88   | Care selve, aure grate                                                                   |
| HWV 89   | Cecilia, volgi un sguardo                                                                |
| HWV 90   | Chi rapi la pace al core                                                                 |
| HWV 91a  | Clori, degli occhi miei (1)                                                              |
| HWV 91b  | Clori, degli occhi miei (2)                                                              |
| HWV 92   | Clori, mia bella Clori                                                                   |
| HWV 93   | Clori, Clori, ove sei                                                                    |
| HWV 94   | Clori, si ch’io t’adoro                                                                  |
| HWV 95   | Clori, vezzosa Clori                                                                     |
| HWV 96   | Clori, Tirsi e Fileno                                                                    |
| HWV 97   | Crudel tiranno Amor                                                                      |
| HWV 98   | Cuopre tal volta cielo                                                                   |
| HWV 99   | Deliro Amoroso                                                                           |
| HWV 100  | Da sete ardente afflitto                                                                 |
| HWV 101a | Dal fatale momento (1)                                                                   |
| HWV 101b | Dal fatale momento (2)                                                                   |
| HWV 102a | Dalla guerra Amorosa (1)                                                                 |
| HWV 102b | Dalla guerra amorosa (2)                                                                 |
| HWV 103  | Deh! lasciata e vita                                                                     |
| HWV 104  | Del bell’idolo mio                                                                       |
| HWV 105  | Armida abbandonata                                                                       |
| HWV 106  | Dimmi, o mio cor                                                                         |
| HWV 107  | Dite, mie piante                                                                         |
| HWV 108  | Dolce mio ben, s’io taccio                                                               |
| HWV 109a | Dolce pur d’amor l’affanno (1)                                                           |
| HWV 109b | Dolce pur d’amor l’affanno (2)                                                           |

## Frühere Verzeichnisse
Frühere Verzeichnisse der Werke Händels existieren unter anderem von:
- John Mainwaring (London 1760), ins Deutsche übersetzt von Johann Mattheson (Hamburg 1761)
- Charles Burney (London 1785), deutsch von J. J. Eschenburg (Berlin/Stettin 1785)
- W. S. Rockstro (London 1883)
- W. C. Smith (HJb 1956)
- A. C. Bell (1972)